# Санго
Санго (yângâ tî sängɔ; фр. sango) — государственный язык Центральноафриканской Республики. Это не язык определённого народа, а так называемый язык межнационального общения – койне. Сформировавшийся на основе различных языков адамава-убангийской семьи с упрощённой грамматикой (элементы креольского языка). Считается креольским языком на базе языка нгбанди.
В лексике имеется некоторое французское влияние.

## Число носителей, распространение
Число носителей — около 400 тысяч человек в качестве первого языка (получил значительное развитие как городское койне столичного города Банги), однако как вторым языком санго пользуется гораздо большее количество населения, до 5 миллионов.
Помимо Центральноафриканской Республики, распространён также в приграничных с ЦАР районах Республики Конго, в ДР Конго, Чаде и Камеруне.

## Письменность
Письменность существует с 60-х годов XX  века на основе латинского алфавита. Издаются учебники, литература религиозного содержания, периодика.
Алфавит: A a, B b, D d, E e, F f, G g, H h, I i, K k, L l, M m, N n, O o, P p, R r, S s, T t, U u, V v, W w, Y y, Z z

## Википедия на языке санго
Существует раздел Википедии на языке санго («Википедия на языке санго»), первая правка в нём была сделана в 2004 году. По состоянию на 10:27 (UTC) 16 июля 2025 года раздел содержит 354 статьи (общее число страниц — 2064); в нём зарегистрировано 7393 участника, один из них имеет статус администратора; 11 участников совершили какие-либо действия за последние 30 дней; общее число правок за время существования раздела составляет 21 498.